# Interplanetares Medium

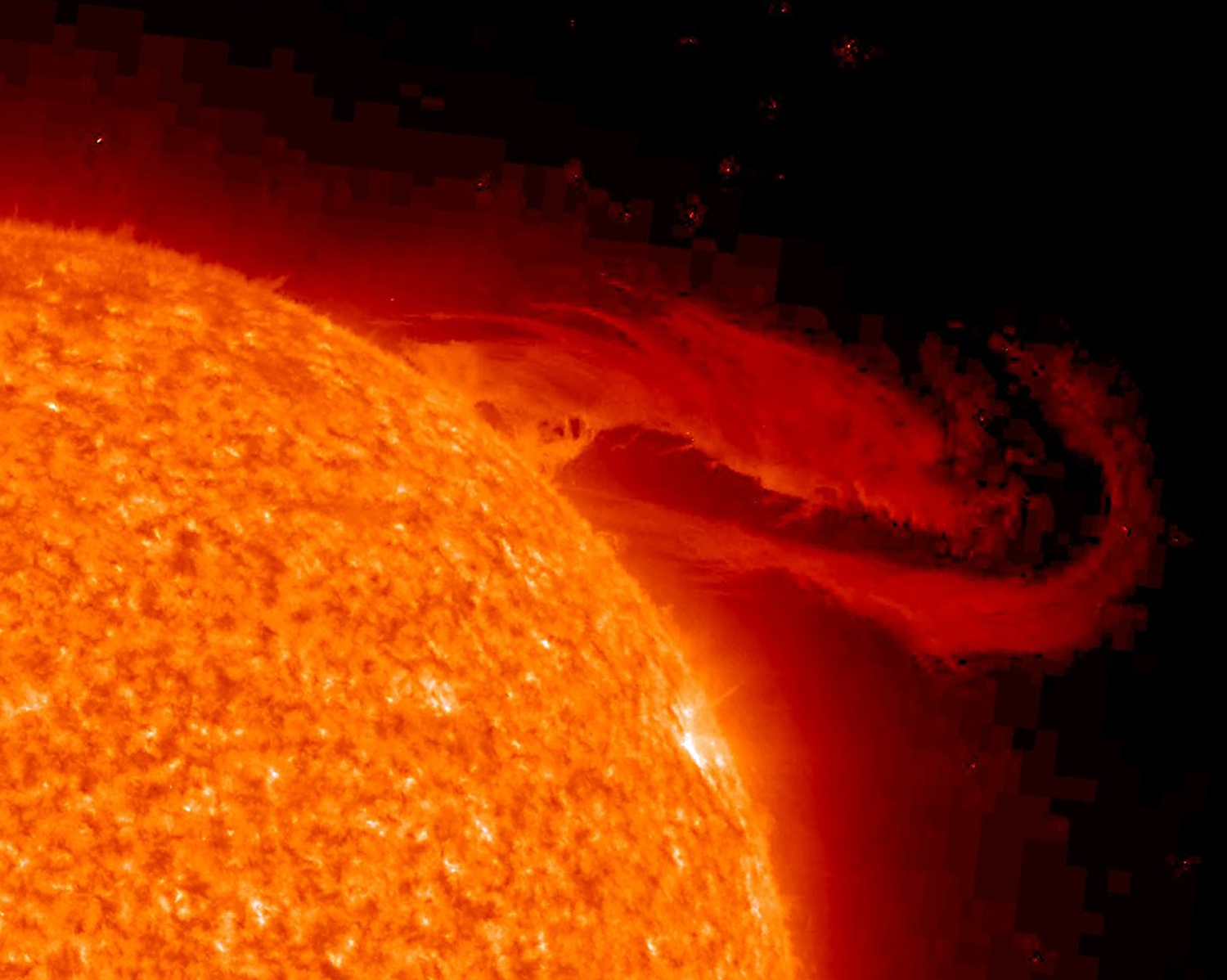
Eruptive Protuberanzen (koronale Massenauswürfe) verstärken temporär und lokal den Sonnenwind, und damit das interplanetare Medium, um mehrere Größenordnungen.

Das interplanetare Medium (IPM) ist das Medium, das den interplanetaren Raum, also den Weltraum im Sonnensystem, erfüllt. Alle größeren Himmelskörper wie Planeten, Zwergplaneten, Asteroiden und Kometen bewegen sich durch dieses Medium.

## Zusammensetzung
Das interplanetare Medium besteht aus interplanetarem Staub, dem heißen Plasma des Sonnenwinds und sonstigen Teilchen der kosmischen Strahlung, die zum Teil auch aus dem interstellaren Medium von außerhalb des Sonnensystems stammen. Die Teilchendichte des Sonnenwinds kann lokal stark schwanken, nimmt jedoch allgemein mit dem Quadrat der Entfernung von der Sonne ab. In etwa 1 AE Entfernung von der Sonne (Erdbahnradius) beträgt sie im Mittel etwa 5 Partikel/cm³. Sie wird von Magnetfeldern und Ereignissen wie koronalen Massenauswürfen beeinflusst und kann bis zu 100 Partikel/cm³ erreichen.

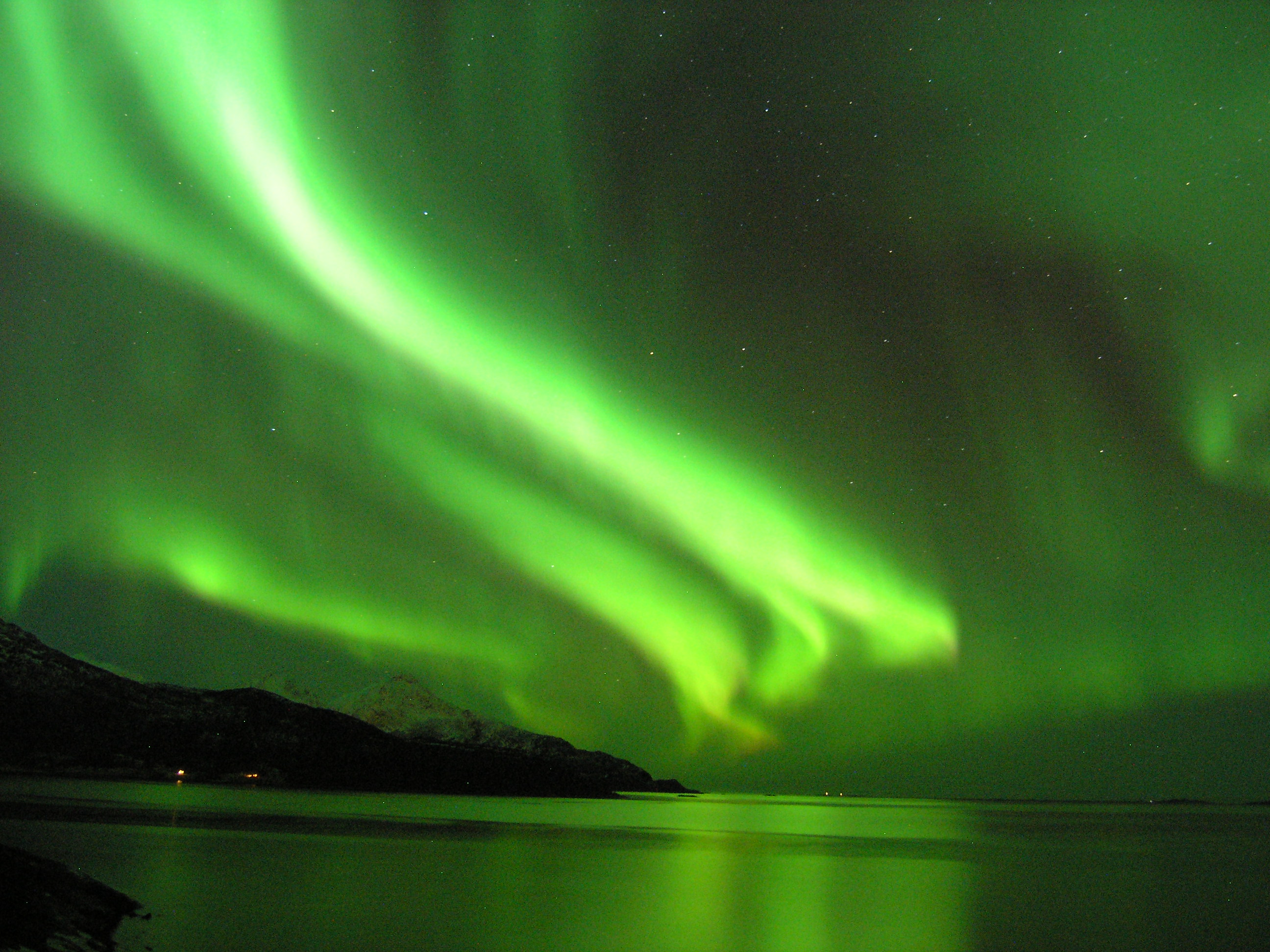
Polarlichter entstehen, wenn Teilchen des Sonnenwinds auf die Erdatmosphäre treffen.

Da das interplanetare Medium kaum elektrisch neutrale Atome enthält, sondern ein hoch leitfähiges Plasma von Ionen (vor allem Protonen) und Elektronen ist, weist es die typischen Eigenschaften von Plasmen auf. Es trägt das Magnetfeld der Sonne mit sich mit, bildet eine ballerinarockartig geformte elektrische Stromschicht, die Heliosphärische Stromschicht, interagiert mit planetarischen Magnetosphären und bildet Filamente, etwa bei Protuberanzen und Polarlichtern.
Die Temperatur des interplanetaren Mediums nimmt mit der Entfernung von der Sonne ab. Staub im Asteroidengürtel hat bei 2,2 AE Temperaturen von etwa 200 K (−73 °C); bei 3,2 AE ist die Temperatur 165 K (−108 °C).

## Ausdehnung
Der vom interplanetaren Medium ausgefüllte Raum ist die Heliosphäre. In deren äußerem Bereich, der Heliohülle, beginnt sich das interplanetare Medium mit dem interstellaren Medium zu mischen, und an der Heliopause beginnt der ausschließlich vom interstellaren Medium erfüllte Raum.

## Interaktion mit Himmelskörpern
Wie das interplanetare Medium mit Himmelskörpern interagiert, hängt stark davon ab, ob diese ein Magnetfeld haben oder nicht.
Körper wie der Erdmond haben kein nennenswertes Magnetfeld und der Sonnenwind trifft ungehindert auf sie. Über mehrere Milliarden Jahre hat so beispielsweise der Mondregolith eine starke Weltraumverwitterung erfahren. Die Untersuchung des Mondregoliths erlaubt daher Rückschlüsse auf den Sonnenwind.
Körper mit einem eigenen Magnetfeld, etwa die Erde oder der Jupiter, sind von Magnetosphären umgeben, in denen ihr eigenes Magnetfeld gegenüber dem Sonnenmagnetfeld dominant ist. Der Sonnenwind wird größtenteils um diese Körper herum abgelenkt und trifft sie nicht. Kleine Teilchenmengen verursachen Polarlichter und liefern das Material für Strahlungsgürtel wie etwa den Van-Allen-Gürtel.
Interplanetarer Staub wandert abhängig von seiner Größe entweder nach außen (kleinste Partikel) oder nach innen zur Sonne (größere Partikel). Er trifft in Form von Mikrometeoriten auf Planeten, Zwergplaneten und Monde.

## Die Zodiakalwolke

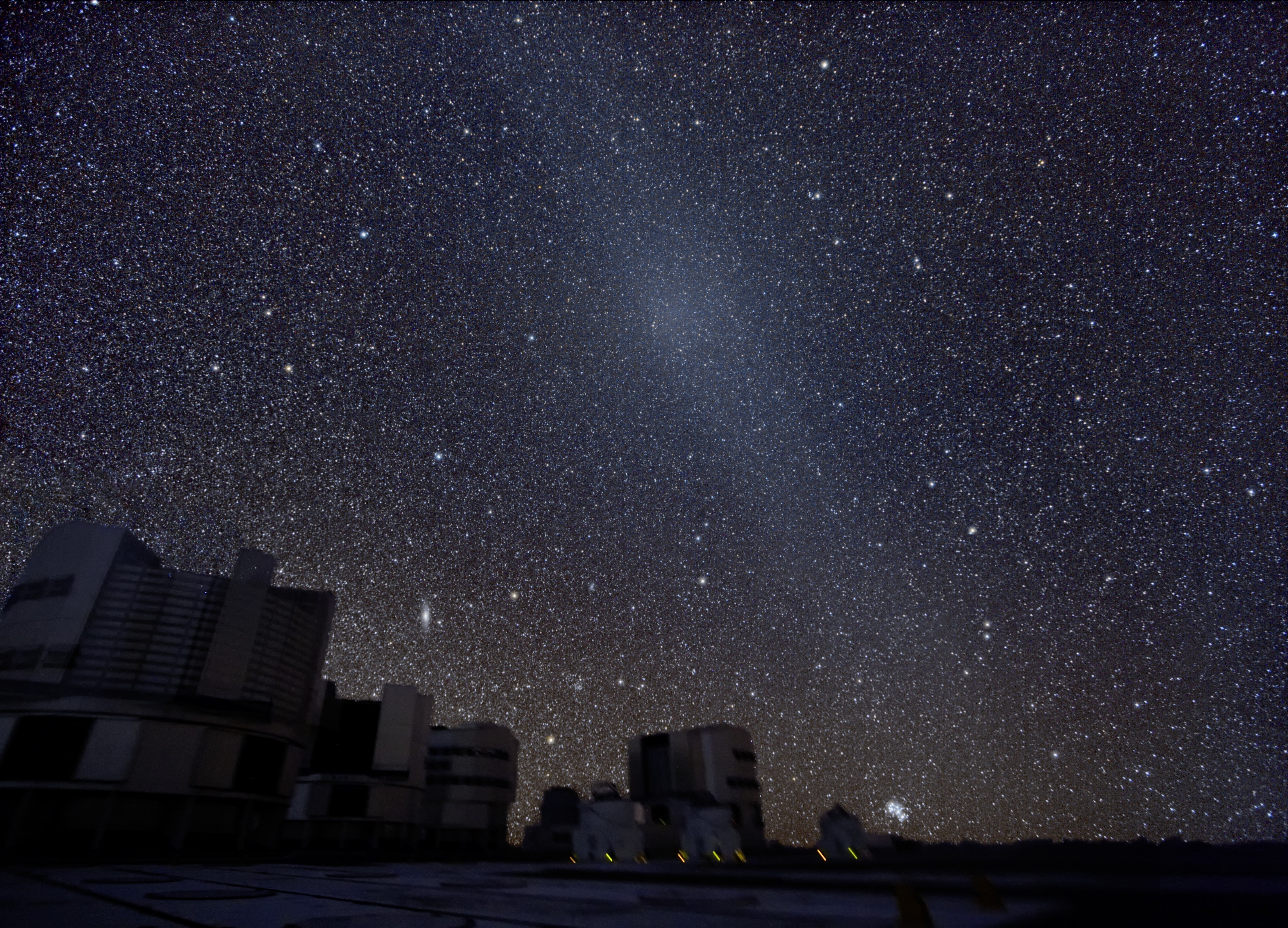
Der Gegenschein

Eine interplanetare Staub- und Gaswolke umgibt die Sonne ringförmig in der Planetenebene als dünne Scheibe. Sie wird in sehr klaren Nächten als Zodiakallicht sichtbar und daher auch Zodiakalwolke genannt. Zu diesem optischen Phänomen gehört auch der Gegenschein nahe dem Sonnengegenpunkt.

## Forschungsgeschichte
Historisch glaubte man zunächst, der Raum zwischen den Planeten sei ein perfektes Vakuum. Im ausgehenden 17. Jahrhundert wurde dies dahingehend modifiziert, dass dieses Vakuum mit Äther angefüllt sei, um die Ausbreitung von Licht durch diesen Raum zu erklären.
Der deutsche Physiker Ludwig Biermann schlug 1951 und 1953 auf Basis der Richtung von Kometenschweifen vor, dass die Sonne eine „Solare Teilchenstrahlung“ in alle Richtungen aussende. Seine Idee wurde nicht ernst genommen, 1959 aber vom US-amerikanischen Astrophysiker Eugene N. Parker bestätigt. Heute ist bekannt, dass der interplanetare Raum von einem Medium erfüllt ist, ebenso wie der interstellare Raum (interstellares Medium) und sogar der intergalaktische Raum (intergalaktisches Medium).